# Международная организация по кофе
Международная организация по кофе (англ. International Coffee Organization, англ. ICO) была организована в Лондоне в 1963 году под патронажем Организации Объединённых Наций (ООН) по причине высокой экономической значимости кофе. МОК контролирует исполнение Международного соглашения по кофе (англ. International Coffee Agreement, англ. ICA) — важного инструмента для развития сотрудничества.
Организация возникла в результате пятилетнего Международного соглашения по кофе, подписанного в 1962 году в штаб-квартире ООН в Нью-Йорке и пересмотренного в 1968, 1976, 1983, 1994 и 2007 годах в МОК в Лондоне.
Международный совет по кофе является высшим органом Организации и состоит из представителей от каждого государства-члена МОК. Совет собирается в марте и сентябре для осуждения вопросов, связанных с кофе, утверждения стратегических документов и рассмотрения рекомендаций консультирующих органов и комитетов.
Штаб-квартира расположена в Лондоне, в доме 222 по улице Грейс-Инн, в роли исполнительного директора бразилец Хосе Сетт.
После выхода США из Соглашения по кофе в июне 2018 года, государства-члены представляют 97 % мирового объёма производства кофе и 67 % потребления в мире.

## Члены
По состоянию на 4 января 2021 года в составе организации 49 стран, из них 7 стран-импортёров.

Государства-экспортёры
- Ангола
- Боливия
- Бразилия
- Бурунди
- Камерун
- ЦАР
- Колумбия
- Коста-Рика
- Кот-д’Ивуар
- Куба
- Демократическая Республика Конго
- Эквадор
- Сальвадор
- Эфиопия
- Габон
- Гана
- Гондурас
- Индия
- Индонезия
- Кения
- Либерия
- Мадагаскар
- Малави
- Мексика
- Непал
- Никарагуа
- Панама
- Папуа — Новая Гвинея
- Перу
- Филиппины
- Руанда
- Сьерра-Леоне
- Танзания
- Таиланд
- Восточный Тимор
- Того
- Уганда
- Венесуэла
- Вьетнам
- Йемен
- Замбия
- Зимбабве

Государства-импортёры
- Европейский союз
- Япония
- Норвегия
- Россия
- Швейцария
- Тунис
- Великобритания